# Bernard Gordon
Bernard Gordon (n. 29 octombrie 1918, New Britain⁠(d), Connecticut, SUA – d. 11 mai 2007, Hollywood, California, SUA) a fost un scriitor, scenarist și producător de film american. O mare parte a carierei sale de 27 de ani nu a fost menționat pe generice deoarece a fost inclus în Lista neagră de la Hollywood. Printre lucrările sale cele mai cunoscute se numără scenariile pentru Trupul și furia (1952), Earth vs. the Flying Saucers (1956), 55 de zile la Pekin (1963) și La est de Java (1969). A produs filmul Expresul groazei (1972).

## Cărți
- Hollywood Exile, or How I Learned to Love the Blacklist (University of Texas Press, 1999), ISBN: 978-0-292-72833-2
- The Gordon File: A Screenwriter Recalls Twenty Years of FBI Surveillance (University of Texas Press, 2004), ISBN: 978-0-292-71955-2